# Arturo Brizio Carter
Arturo Brizio Carter (Mexico-Stad, 9 maart 1956) is een voormalig voetbalscheidsrechter uit Mexico. Hij floot zes wedstrijden op het wereldkampioenschap voetbal: drie in 1994 en drie in 1998. In die zes wedstrijden gaf hij zes rode kaarten en 29 gele kaarten. Hij leidde onder meer de WK-openingswedstrijd op 17 juni 1994 tussen titelverdediger Duitsland en Bolivia, dat eindigde in een 1–0 zege voor de Duitsers door een treffer van Jürgen Klinsmann in de 61ste minuut. Hij stuurde in die wedstrijd de Boliviaanse sterspeler en invaller Marco Etcheverry van het veld wegens een overtredig op aanvoerder Lothar Matthäus. Daarnaast was hij actief in de Primera División (Mexico).